# Moon Landing
Moon Landing é o quarto álbum de estúdio de James Blunt, lançado em outubro de 2013.

## Antecedentes
Em julho de 2013, Blunt anunciou que tinha terminado de gravar o seu quarto álbum de estúdio, intitulado Moon Landing. O álbum tem produção de Tom Rothrock, o mesmo de Back to Bedlam.
O primeiro single, "Bonfire Heart", foi lançado em 4 de outubro de 2013. A canção "Miss America" é um tributo a Whitney Houston, como revelou Blunt em um vídeo acústico da canção em seu canal no YouTube. O retorno de Blunt a música recebeu ampla cobertura da imprensa após um erro no sistema de correspondência eletrônica que redirecionou para o link de "Bonfire Heart" que foi enviada para um grande número de contas de e-mails no Reino Unido. Versões acústicas das canções "Miss America" e "Face the Sun", e o vídeo com a letra da música "Satellites" foram reveladas no YouTube.
Em 16 de setembro de 2014, Blunt confirmou em sua conta oficial no Instagram que Moon Landing seria relançado em novembro do mesmo ano. Essa nova versão do álbum, chamada Moon Landing - Apollo Edition, traria 19 faixas: as 11 do disco original, mais as 3 faixas bônus da versão deluxe do álbum ("Telephone", "Kiss This Love Goodbye" e "Hollywood") e cinco novas faixas ("Smoke Signals", "When I Find Love Again", "Breathe", "Trail of Broken Hearts" e "Working it Out"). A nova faixa "When I Find Love Again" foi lançada como single no mesmo dia, depois de ser executada na BBC Radio 2 pela primeira vez. Esta nova versão do álbum também inclui um DVD ao vivo com 19 faixas registradas durante a apresentação de Blunt na edição de 2014 do Paléo Festival.

## Faixas
O álbum está disponível em três edições – a versão padrão contendo 11 faixas, a versão deluxe com 14 faixas e super deluxe box set, contendo um DVD bônus, um livreto com letras manuscritas e fotografias do making of do álbum, com os primeiros 500 assinados pelo próprio James. A edição japonesa também contém três gravações bônus exclusivas. Em 21 de outubro de 2014, o álbum foi relançado como Moon Landing: Apollo Edition com cinco faixas adicionais. Nos Estados Unidos, as novas faixas foram lançadas como parte do Smoke Signals EP em 15 de dezembro de 2014.
| Versão padrão |                  |                                     |         |  |
| N.º           | Título           | Compositor(es)                      | Duração |  |
| 1.            | "Face the Sun"   | James Blunt, Steve Robson           | 4:03    |  |
| 2.            | "Satellites"     | Blunt, Claude Kelly, Steve Mac      | 3:12    |  |
| 3.            | "Bonfire Heart"  | Blunt, Ryan Tedder                  | 3:58    |  |
| 4.            | "Heart to Heart" | Blunt, Daniel Parker, Daniel Omelio | 3:29    |  |
| 5.            | "Miss America"   | Blunt, Wayne Hector, Mac            | 3:07    |  |
| 6.            | "The Only One"   | Blunt, Hector, Mac                  | 3:41    |  |
| 7.            | "Sun on Sunday"  | Blunt, Kelly, Mac                   | 3:18    |  |
| 8.            | "Bones"          | Blunt, Hector, Mac                  | 2:53    |  |
| 9.            | "Always Hate Me" | Blunt, Ammar Malik                  | 3:37    |  |
| 10.           | "Postcards"      | Blunt, Hector, Mac                  | 4:46    |  |
| 11.           | "Blue on Blue"   | Blunt, Steve McEwan                 | 3:53    |  |

| Deluxe version (faixas bônus) |                          |                       |         |  |
| N.º                           | Título                   | Compositor(es)        | Duração |  |
| 12.                           | "Telephone"              | Blunt, Kevin Griffin  | 3:22    |  |
| 13.                           | "Kiss This Love Goodbye" | Blunt, Griffin        | 2:34    |  |
| 14.                           | "Hollywood"              | Blunt, Hector, Robson | 3:21    |  |

| Faixas bônus da edição dos Estados Unidos |                                                   |                          |         |  |
| N.º                                       | Título                                            | Compositor(es)           | Duração |  |
| 12.                                       | "Miss America" (Versão acústica do Angel Studios) | Blunt, Wayne Hector, Mac | 3:04    |  |

| Faixas bônus da Target |                                                   |                          |         |  |
| N.º                    | Título                                            | Compositor(es)           | Duração |  |
| 12.                    | "Miss America" (Versão acústica do Angel Studios) | Blunt, Wayne Hector, Mac | 3:04    |  |
| 13.                    | "Telephone"                                       | Blunt, Kevin Griffin     | 3:22    |  |
| 14.                    | "Kiss This Love Goodbye"                          | Blunt, Griffin           | 2:34    |  |
| 15.                    | "Hollywood"                                       | Blunt, Hector, Robson    | 3:21    |  |

| Faixas bônus da edição japonesa |                                                   |                               |         |  |
| N.º                             | Título                                            | Compositor(es)                | Duração |  |
| 12.                             | "Telephone"                                       | Blunt, Kevin Griffin          | 3:22    |  |
| 13.                             | "Kiss This Love Goodbye"                          | Blunt, Griffin                | 2:34    |  |
| 14.                             | "Hollywood"                                       | Blunt, Hector, Robson         | 3:21    |  |
| 15.                             | "Next Time I'm Seventeen"                         | Blunt, Matt Hales, Dan Wilson | 3:55    |  |
| 16.                             | "Heroes"                                          | Blunt, Guy Chambers           | 3:43    |  |
| 17.                             | "Miss America" (Versão acústica do Angel Studios) | Blunt, Mac, Hector            | 3:04    |  |

| Moon Landing: Apollo Edition |                          |                                                                                  |                                  |         |  |
| N.º                          | Título                   | Compositor(es)                                                                   | Produtor(es)                     | Duração |  |
| 1.                           | "Smoke Signals"          | Blunt, Danny Parker                                                              | Parker                           | 3:43    |  |
| 2.                           | "When I Find Love Again" | Mac, Benjamin Levin, Ammar Malik, Daniel Omelio, Ross Golan, Charlotte Aitchison | Steve Mac, Benny Blanco, Robopop | 3:05    |  |
| 3.                           | "Face the Sun"           | James Blunt, Steve Robson                                                        | Tom Rothrock                     | 4:03    |  |
| 4.                           | "Satellites"             | Blunt, Claude Kelly, Steve Mac                                                   | Tom Rothrock                     | 3:12    |  |
| 5.                           | "Bonfire Heart"          | Blunt, Ryan Tedder                                                               | Tedder                           | 3:58    |  |
| 6.                           | "Heart to Heart"         | Blunt, Daniel Parker, Daniel Omelio                                              | Terefe, Robopop                  | 3:29    |  |
| 7.                           | "Miss America"           | Blunt, Wayne Hector, Mac                                                         | Tom Rothrock                     | 3:07    |  |
| 8.                           | "The Only One"           | Blunt, Hector, Mac                                                               | Tom Rothrock                     | 3:41    |  |
| 9.                           | "Sun on Sunday"          | Blunt, Kelly, Mac                                                                | Tom Rothrock                     | 3:18    |  |
| 10.                          | "Bones"                  | Blunt, Hector, Mac                                                               | Tom Rothrock, Mac                | 2:53    |  |
| 11.                          | "Always Hate Me"         | Blunt, Ammar Malik                                                               | Tom Rothrock                     | 3:37    |  |
| 12.                          | "Postcards"              | Blunt, Hector, Mac                                                               | Terefe                           | 4:46    |  |
| 13.                          | "Blue on Blue"           | Blunt, Steve McEwan                                                              | Terefe                           | 3:53    |  |
| 14.                          | "Telephone"              | Blunt, Kevin Griffin                                                             | Kevin Griffin                    | 3:22    |  |
| 15.                          | "Kiss This Love Goodbye" | Blunt, Griffin                                                                   | Tom Rothrock                     | 2:34    |  |
| 16.                          | "Hollywood"              | Blunt, Hector, Robson                                                            | Steve Robson                     | 3:21    |  |
| 17.                          | "Breathe"                | Blunt                                                                            | Terefe                           | 4:21    |  |
| 18.                          | "Trail of Broken Hearts" | Blunt, Malik, Terefe                                                             | Terefe                           | 4:26    |  |
| 19.                          | "Working It Out"         | Blunt, Hector, Mac                                                               | Mac                              | 4:21    |  |

## Desempenho nas paradas
| Parada musical (2013-2014)            | Melhor posição |
| ------------------------------------- | -------------- |
| Alemanha (Offizielle Deutsche Charts) | 2              |
| Austrália (ARIA)                      | 2              |
| Áustria (Ö3 Austria Top 40)           | 1              |
| Bélgica (Ultratop Flandres)           | 12             |
| Bélgica (Ultratop Valônia)            | 5              |
| Canadá (Canadian Albums Chart)        | 2              |
| Dinamarca (Hitlisten)                 | 12             |
| Escócia (Official Scottish Albums)    | 2              |
| Estados Unidos (Billboard 200)        | 20             |
| Finlândia (Suomen virallinen lista)   | 13             |
| França (SNEP)                         | 5              |
| Hungria (MAHASZ)                      | 1              |
| Irlanda (IRMA)                        | 5              |
| Itália (FIMI)                         | 7              |
| Noruega (VG-lista)                    | 12             |
| Nova Zelândia (RMNZ)                  | 4              |
| Países Baixos (Dutch Charts)          | 6              |
| Polónia (ZPAV)                        | 39             |
| Portugal (AFP)                        | 28             |
| Reino Unido (UK Albums Chart)         | 2              |
| Suécia (Sverigetopplistan)            | 9              |
| Suíça (Schweizer Hitparade)           | 1              |

| Parada musical (2013)                  | Melhor posição |
| -------------------------------------- | -------------- |
| Austrália (Australian Albums Chart)    | 25             |
| Áustria (Austrian Albums Chart)        | 47             |
| Hungria (Hungarian Albums Chart)       | 29             |
| Nova Zelândia (Hungarian Albums Chart) | 41             |

| Parada musical (2014)               | Melhor posição |
| ----------------------------------- | -------------- |
| Austrália (Australian Albums Chart) | 54             |

| País          | Provedor | Certificação |
| ------------- | -------- | ------------ |
| Alemanha      | BVMI     | 3× Ouro      |
| Áustria       | IFPI     | Platina      |
| Canadá        | MC       | Ouro         |
| Hungria       | MAHASZ   | Platina      |
| Itália        | FIMI     | Ouro         |
| Reino Unido   | BPI      | Platina      |
| Nova Zelândia | RIANZ    | Ouro         |